# 니시키누야마역
니시키누야마역(일본어: 西衣山駅)은 일본 에히메현 마쓰야마시에 위치한 이요 철도 다카하마 선의 철도역이다. 역 번호는 IY 06이며, 상대식 승강장 2면 2선의 구조를 갖춘 지상역이다.

## 타는 곳
| 1 | ■ 다카하마 선 | 상행 | 기누야마 · (마쓰야마시 방면              |
| 2 | ■ 다카하마 선 | 하행 | 미쓰 · 다카하마 · (마쓰야마 관광항) 방면 |

## 이용 현황
- 1998년도 : 900명
- 2015년도 : 1,165명

## 역 주변
- 아이코 중 · 고등학교

## 인접 역
| 이요 철도 다카하마 선               | 이요 철도 다카하마 선 | 이요 철도 다카하마 선          |
| ----------------------------------- | --------------------- | ------------------------------ |
| IY 05 야마니시 마쓰야마 관광항 방면 | ■ 다카하마 선         | 기누야마 IY 07 마쓰야마시 방면 |